# HMS Exmouth (1901)
La HMS Exmouth fu una corazzata pre-dreadnought della classe Duncan della Royal Navy. La Exmouth fu impostata presso il cantiere Laird Brothers di Birkenhead nell'agosto 1899, varata nell'agosto 1901 e completata nel maggio 1903. Servì come nave ammiraglia per varie flotte, incluse la Mediterranean Fleet, la Channel Fleet e l'Atlantic Fleet a partire dal suo commissionamento fino all'inizio della prima guerra mondiale nel 1914. Durante tutto il periodo fu sottoposta a diversi raddobbi, due dei quali a Malta. In origine doveva unirsi al 6th Battle Squadron e servire nella Channel Fleet ma questa squadra fu temporaneamente sciolta e si unì invece al 3rd Battle Squadron a Scapa Flow. La Exmouth fu in seguito spostata nel nuovamente riunito 6th Squadron verso la fine del 1914. Durante la prima guerra mondiale la Exmouth si mosse tra diverse squadre prima di finire la propria carriera nelle Indie Orientali a partire dal marzo 1917. Svolse compiti di scorta ai convogli nell'oceano Indiano tra Colombo e Bombay prima di tornare nel Regno Unito, fermandosi al Capo e in Sierra Leone. Arrivò a Devonport nell'agosto 1917 e messa in riserva per smembrare l'equipaggio, per crearne nuovi per le imbarcazioni antisommergibile. La Exmouth rimase in riserva a Devonport fino all'aprile 1919 dove era stata utilizzata come nave alloggio a partire dal gennaio 1918. Nell'aprile 1919 fu posta nelle liste di vendita e fu venduta per essere demolita alla Forth Shipbreaking Company il 15 gennaio 1920.
La nave deve il nome all'ammiraglio Edward Pellew, 1° visconte Exmouth.

## Descrizione tecnica
La HMS Exmouth fu impostata nel cantiere Laird Brothers di Birkenhead il 10 agosto 1899 e varata il 31 agosto 1901. Ebbe come madrina Lady Alice Stanley, moglie di Lord Stanley, segretario finanziario del War Office. Arrivò al Nore nel maggio 1902 e fu armata e completata presso l'arsenale di Chatham. Fu completata nel maggio 1903.
La Exmouth e le sue cinque sorelle della classe Duncan furono ordinate in risposta agli ampi programmi di costruzione varati da Francia e Russia, particolarmente per le veloci corazzate russe. Furono disegnate come versioni più piccole, più leggere e più veloci della precedente classe Formidable. Si scoprì in seguito che le navi russe non erano così pesantemente armate come si credeva inizialmente e le Duncan le furono quindi molto superiori per il buon bilancio di velocità, potenza di fuoco e protezione.
Il layout della corazza era simile a quello della classe London, con spessore ridotto nelle barbette e nella cintura corazzata.
Le Duncan ebbero 2.200 kW di potenza installata più delle Formidable e delle London e furono le prime corazzate britanniche a montare motori a tripla espansione a 4 cilindri. Ebbero anche una diversa carena per aumentare la velocità. Le navi ebbero la reputazione di buone unità da crociera, con una velocità di progetto di 19 nodi e operativa di 18 nodi, ottima manovrabilità a ogni velocità e rollio dolce. Quando furono completate erano le corazzate più veloci in servizio nella Royal Navy e furono le più veloci pre-dreadnought mai costruite al di fuori della classe Swiftsure.
Ebbero lo stesso armamento sebbene minor dislocamento delle Formidable e London.
Come tutte le pre-dreadnought, la Exmouth fu surclassata dalle corazzate dreadnought che apparvero nel 1906 ma continuò comunque a svolgere azioni in prima linea per tutta la prima parte della prima guerra mondiale.

## Servizio
La HMS Exmouth entrò in servizio presso l'arsenale di Chatham il 2 giugno 1903, per servire nella Mediterranean Fleet. Nel maggio 1904 ritornò nel Regno Unito e il 18 maggio fu nominata ammiraglia della Home Fleet, al comando del viceammiraglio Sir Arthur Wilson. Quando la Home Fleet fu redisegnata come Channel Fleet, la nave continuò il suo incarico di ammiraglia anche nella Channel Fleet. Nell'aprile 1907 fu ridotta a un equipaggio minimo, posta in riserva e incominciò un raddobbo presso l'arsenale di Portsmouth.
Al completamento dei lavori, il 25 maggio 1907, fu ricommissionata come ammiraglia dell'Atlantic Fleet. Il 20 novembre 1908 fu trasferita alla Mediterranean Fleet, per servire come ammiraglia, e tra il 1908 e il 1909 fu raddobbata a Malta.
A causa di una riorganizzazione della flotta, il 1 maggio 1912 la Mediterranean Fleet divenne il 4th Battle Squadron della Home Fleet e cambiò base da Malta a Gibilterra. La Exmouth divenne ammiraglia della Home Fleet nel luglio 1912. Nel dicembre 1912 la corazzata Dreadnought rimpiazzò la Exmouth nel 4th Battle Squadron, che poté così essere raddobbata a Malta.
Al completamento dei lavori, il 1º luglio 1913, la Exmouth rientrò in servizio presso l'arsenale di Devonport per servire nella riserva attiva con il 6th Battle Squadron, con un equipaggio minimo. Svolse il compito di nave scuola per artiglieri con base a Devonport.

### Prima guerra mondiale
I piani per l'entrata in guerra, in origine, prevedevano che le corazzate Exmouth, Duncan, Agamemnon, Albemarle, Cornwallis, Russell e Vengeance formassero il 6th Battle Squadron, per servire nella Channel Fleet, dove avrebbero dovuto pattugliare la Manica e coprire il movimento della British Expeditionary Force verso la Francia. Esistevano però anche piani in cui il 6th Battle Squadron veniva assegnato alla Grand Fleet, cosicché, allo scoppio della guerra, il comandante in capo della Grand Fleet, l'ammiraglio John Jellicoe, richiese che la Duncan e le sue quattro gemelle rimaste (Albemarle, Cornwallis, Exmouth e Russell) fossero assegnate al 3rd Battle Squadron della Grand Fleet, con compiti di pattuglia a causa della carenza di incrociatori nella flotta. Il 6th Battle Squadron fu quindi temporaneamente abolito e la Exmouth raggiunse il 3rd Battle Squadron a Scapa Flow l'8 agosto 1914. Lavorò con gl'incrociatori della flotta nella Northern Patrol. Quando la corazzata dreadnought Audacious colpì una mina a nord dell'Irlanda, il 27 ottobre 1914, la Exmouth fu mandata a trainarla in salvo, ma l'Audacious dovette essere abbandonata prima dell'arrivo della Exmouth; L'Audacious si rovesciò ed esplose proprio quando la Exmouth apparse sulla scena.
Il 2 novembre 1914 la Exmouth e le sue quattro gemelle della classe Duncan, insieme con le corazzate classe King Edward VII, furono temporaneamente trasferite alla Channel Fleet, per rinforzare la flotta, a causa dell'incremento dell'attività nemica nell'area. Il 13 novembre 1914 le navi classe King Edward VII ritornarono alla Grand Fleet, ma la Exmouth e le sue gemelle rimasero con la Channel Fleet, dove il 14 novembre ricostituirono il 6th Battle Squadron. Questa squadra ricevette la missione di bombardare le basi dei sommergibili tedeschi sulle coste del Belgio e fu basata a Portland, anche se fu poi immediatamente trasferita a Dover. La mancanza di adeguate difese antisommergibile in questo porto obbligarono però la squadra a tornare a Portland il 19 novembre 1914. Il 23 novembre 1914 la Exmouth e la Russell bombardarono Zeebrugge, che era utilizzata dai sommergibili tedeschi per accedere alla base di Bruges, sparando oltre 400 colpi, in un'azione descritta dalla stampa olandese come di grande successo, ma che in realtà non produsse risultati e scoraggiò la Royal Navy dal tentare nuovamente questo approccio.
Nel dicembre 1914 il 6th Battle Squadron ritornò a Dover e fu poi trasferito a Sheerness il 30 dicembre.

#### Campagna dei Dardanelli
Tra il gennaio e il maggio 1915 il 6th Battle Squadron fu diviso. La Exmouth lasciò la squadra per essere trasferita nella zona dei Dardanelli, dove servì come ammiraglia della squadra di supporto a partire dal 12 maggio 1915, issando la bandiera del retroammiraglio Nicholson. Fu dotata per questo compito di reti anti-siluro estremamente resistenti, siccome nelle settimane precedenti erano state silurate le corazzate HMS Goliath, HMS Triumph e HMS Majestic. Rimase così l'unica corazzata autorizzata a restare davanti alle spiagge della penisola di Gallipoli. Diede supporto agli attacchi alleati ad Alçıtepe del 4 giugno 1915 e a quelli a Capo Helles dell'agosto dello stesso anno.

#### Operazioni successive
La Exmouth lasciò i Dardanelli nel novembre 1915 e fu trasferita nell'Egeo, diventando l'ammiraglia del 3rd Detached Squadron, con base a Salonicco, una forza organizzata per assistere i francesi nel blocco delle coste egee di Grecia e Bulgaria e per rinforzare il pattugliamento dell'imboccatura del canale di Suez. Il 28 novembre 1915, dopo l'evacuazione di Belgrado, prese a bordo il personale britannico della marina che si trovava nella città. Dal settembre al dicembre 1916 partecipò in azioni alleate contro il governo greco, incuse il blocco della flotta greca a Salamina e lo sbarco di Royal Marines ad Atene del 1º dicembre 1916.
La Exmouth fu trasferita nelle Indie Orientali nel marzo 1917, dove svolse operazioni di scorta nell'Oceano Indiano, tra Colombo e Bombay. Nel giugno 1917 ritornò nel Regno Unito, fermandosi a Zanzibar, a Città del Capo e in Sierra Leone. Nell'agosto 1917 arrivò a Devonport, dove fu disarmata per fornire uomini per equipaggi di unità antisommergibile. La Exmouth rimase in riserva a Devonport fino all'aprile 1919, dove fu usata come nave caserma a partire dal gennaio 1918. La Exmouth fu posta nella lista di radiazione nell'aprile 1919 e venduta per essere demolita il 15 gennaio 1920 alla Forth Shipbreaking Company. Il suo scafo fu demolito nei Paesi Bassi.